# Rynholec
Rynholec (Duits: Reinholz) is een Tsjechische gemeente in de regio Midden-Bohemen en maakt deel uit van het district Rakovník. Het dorp ligt op ongeveer 2 km afstand van Nové Strašecí, 13 km afstand van Kladno en 15 km van de stad Rakovník. Rynholec was een belangrijk mijnbouwdorp.
Rynholec telt 1023 inwoners.

## Etymologie
De naam van het dorp is afgeleid van de persoonsnaam Ryn(h)olt (Duits: Reinhold).

## Geschiedenis
Volgens historische bronnen en oude kadastrale kaarten gaat de geschiedenis van Rynholec terug tot de 13e of het begin van de 14e eeuw. De eerste schriftelijke  vermelding van het dorp dateert van 21 september 1330, toen Dittrich van Stochov volgens een document al zijn bezittingen in Rynolcz verkocht. In 1437 worden de landeigenaar Oldřich van Rynholce en zijn zoon Jan genoemd. Tot het einde van het feodale stelsel maakte Rynholec deel uit van het uitgestrekte landgoed Smečno van de families Martinic en Clam-Martinic. Na de afschaffing van de dorpen in privébezit, behoorde het dorp Rynholec vanaf 1850 tot het district Slaný. Vanaf 1949 maakte het deel uit van het district Nové Strašecí. Sinds 1960 maakt het dorp deel uit van het district Rakovník.
Vanaf het einde van de 18e eeuw werd er turf gedolven in de buurt van het dorp en sinds de tweede helft van de 19e eeuw steenkool. De kolenwinning in Rynholec werd in 1965 stopgezet.
Sinds 2003 is Rynholec een zelfstandige gemeente binnen het Rakovníkdistrict.

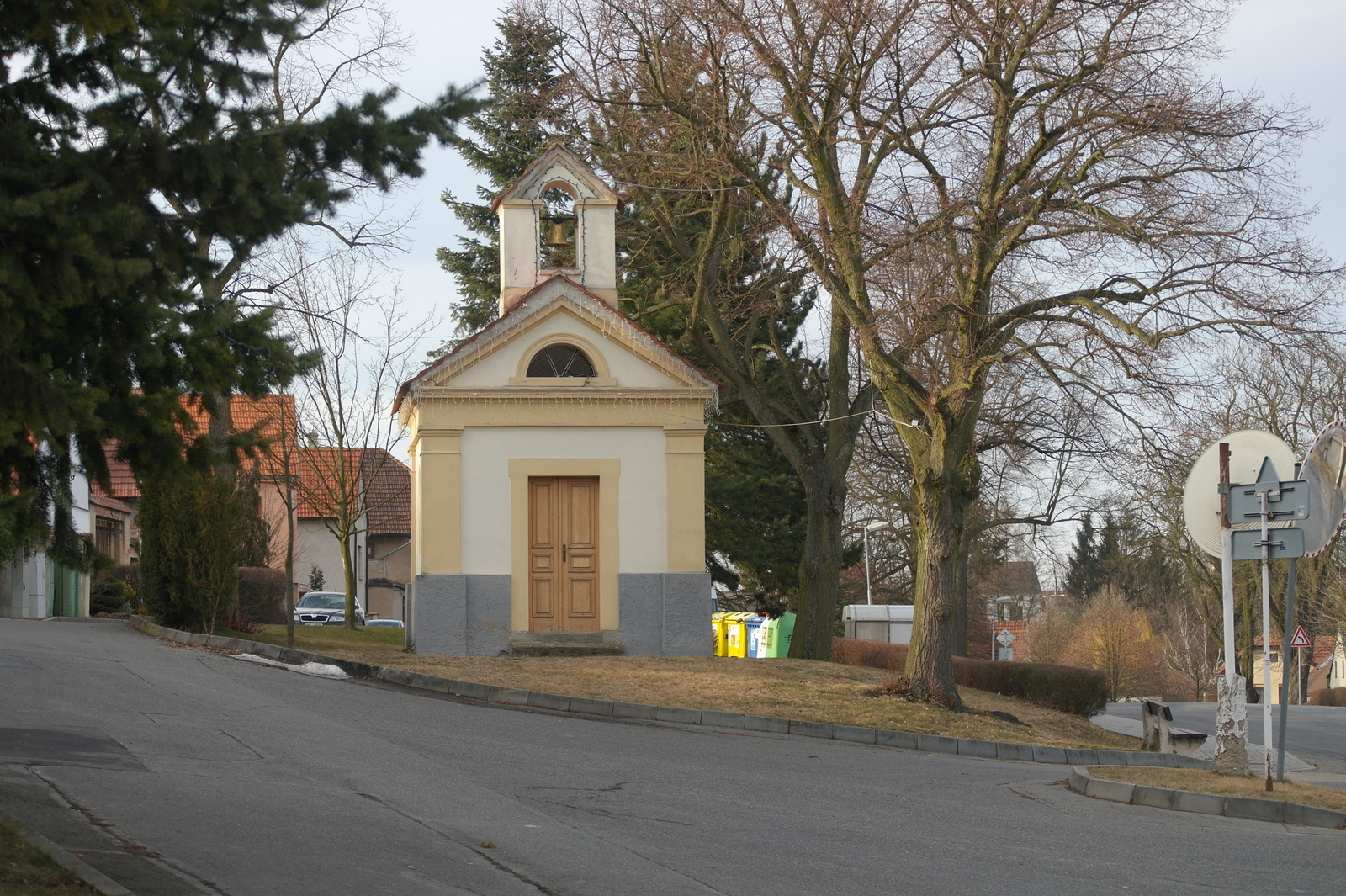
Sint-Isidoruskapel

## Bezienswaardigheden
- Sint-Isidoruskapel;
- Restanten van het kasteel Sobín.

## Verkeer en vervoer

### Autowegen
De weg II/606 loopt door de gemeente en verbindt Pletený Újezd met Stochov, Rynholec en Nové Strašecí.

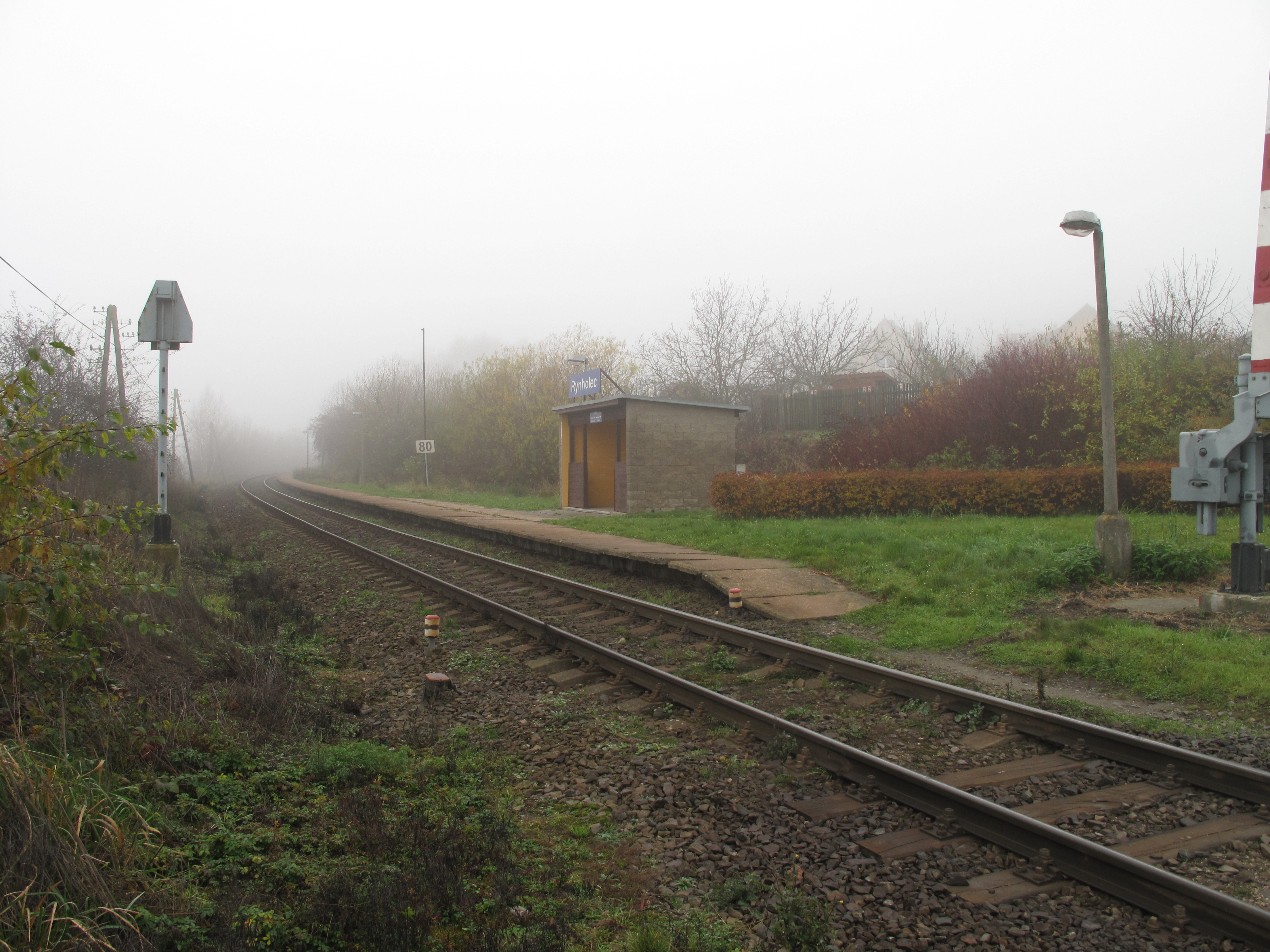
Station Rynholec

### Spoorlijnen
Rynholec heeft een station aan spoorlijn 120 Praag - Kladno - Rakovník. De lijn is een enkelsporige lijn waarop het vervoer in 1870 begon.

### Buslijnen
Vanuit het dorp rijden er bussen naar Kladno, Nové Strašecí, Praag, Rakovník, Řevničov, Slaný en Stochov.

## Galerij

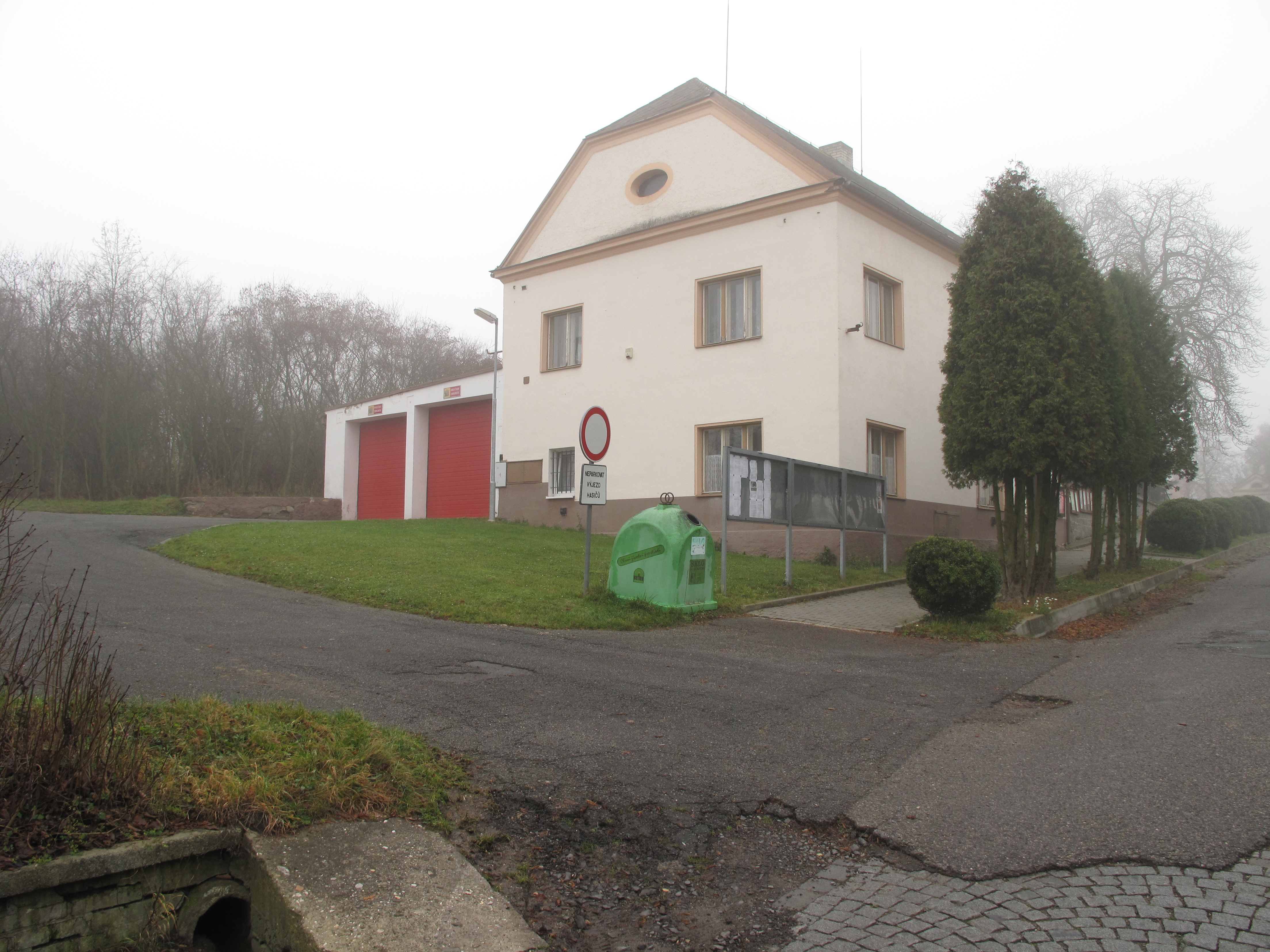
Voormalig gemeentehuis van Rynholec
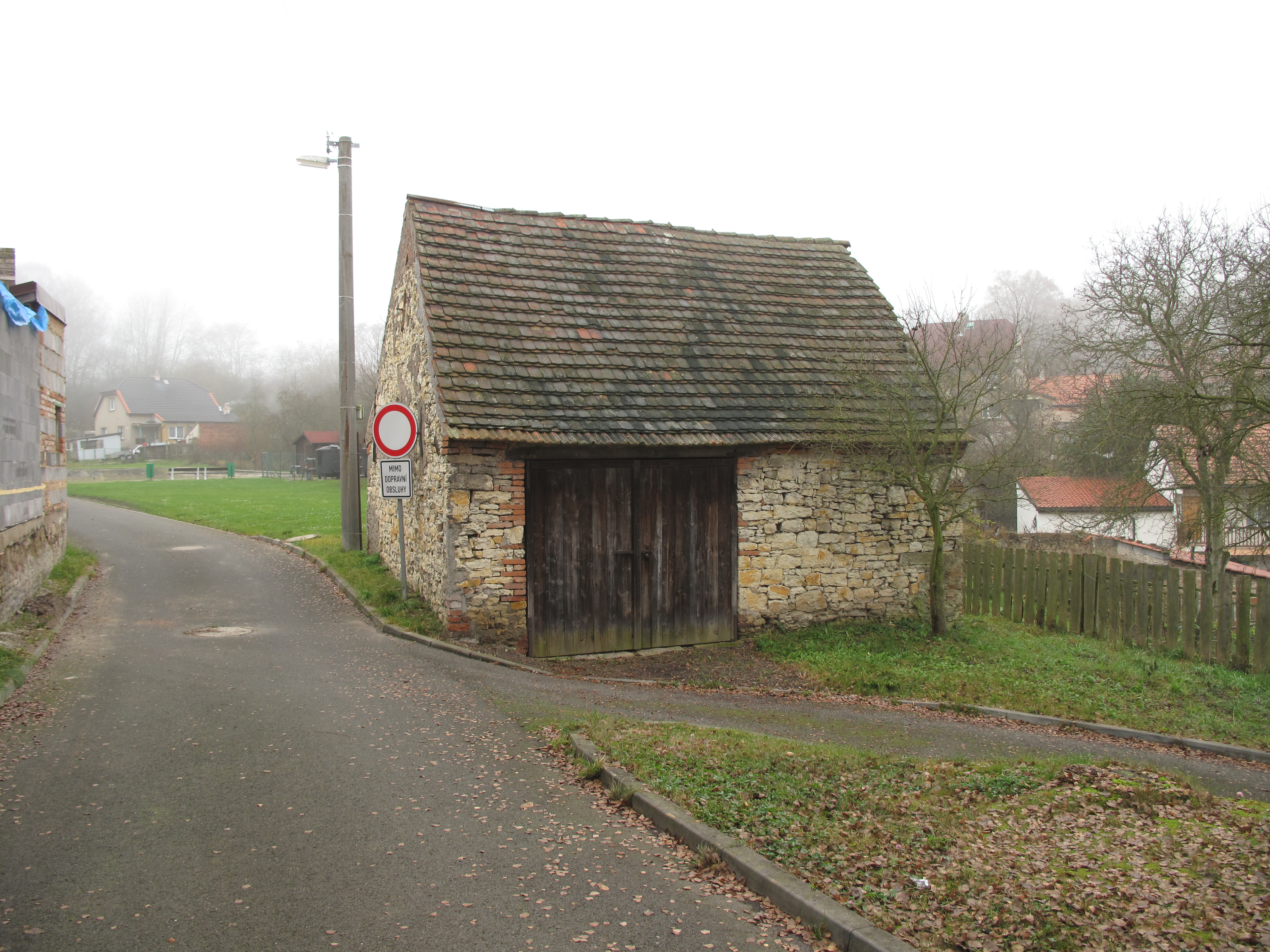
Klassieke schuur in Rynholec
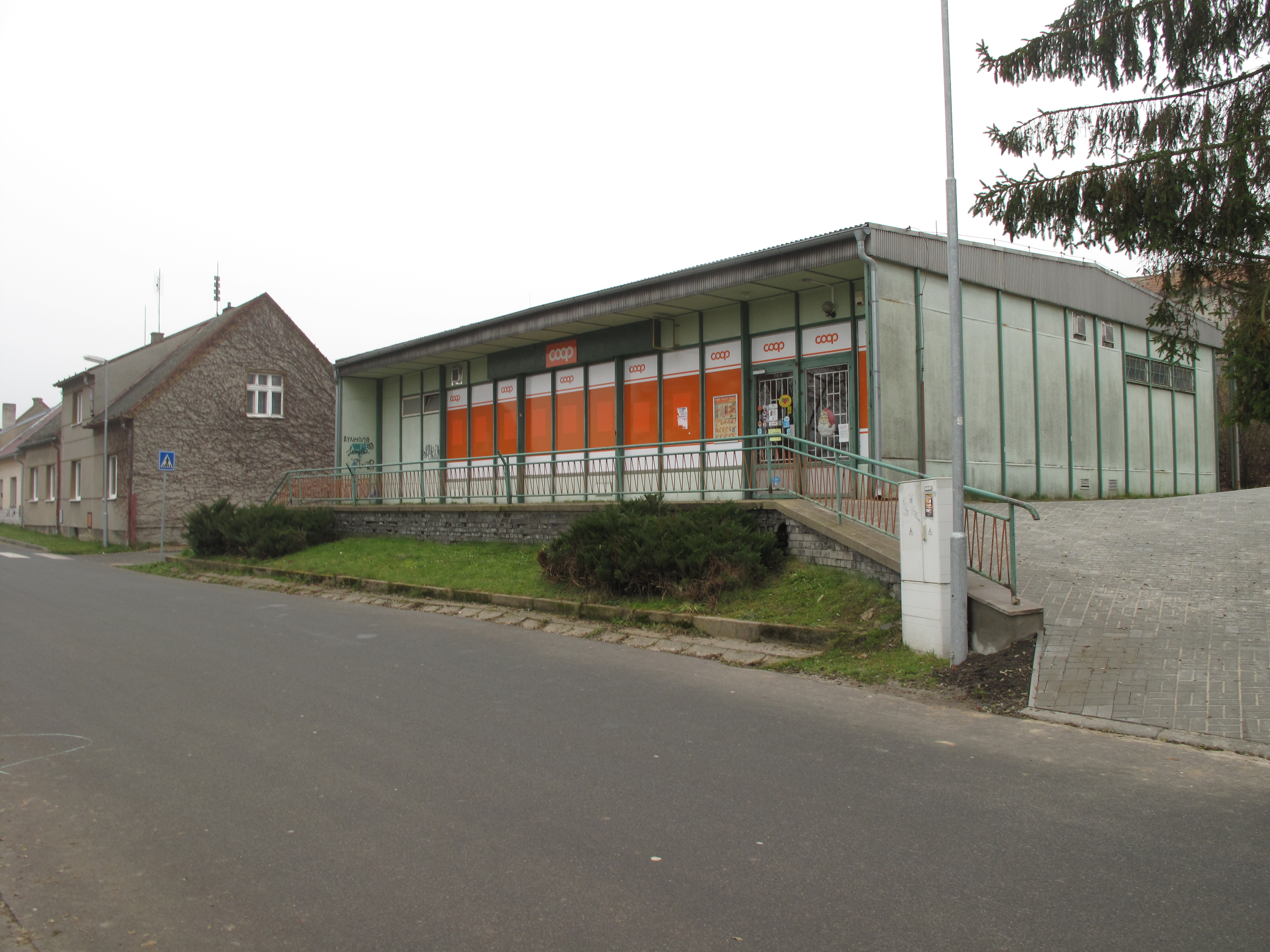
Coop-supermarkt in Rynholec
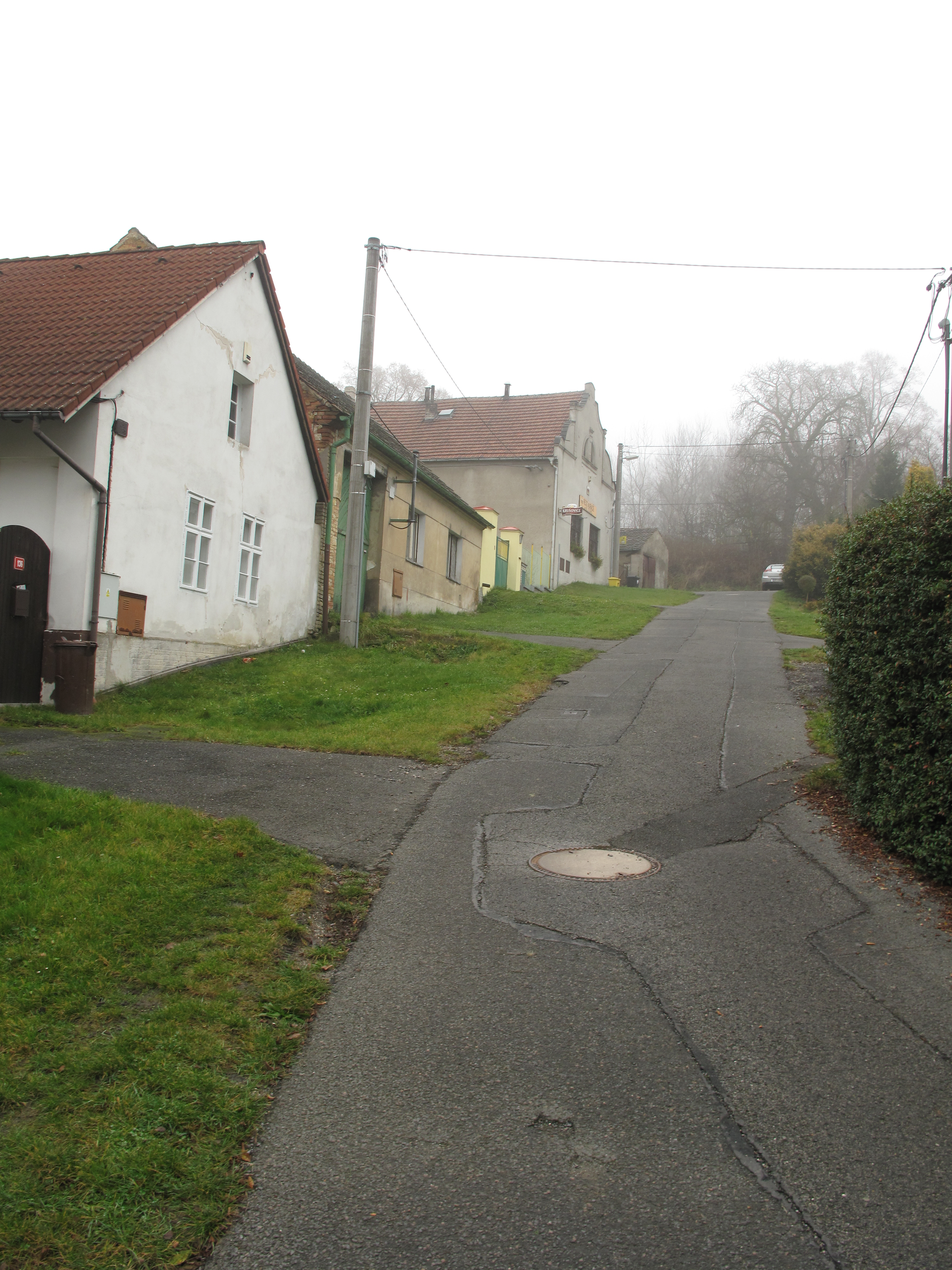
Straat in Rynholec